# خوان بافون
خوان بافون (بالإسبانية: Juan Pavón) هو باحث في مجال الذكاء الاصطناعي وعالم حاسوب ومهندس إسباني، ولد في 19 نوفمبر 1962 في الجزيرة الخضراء في إسبانيا.